# Горська Ольга Георгіївна
О́льга Гео́ргіївна Го́рська (1888—1973) — українська театральна акторка, відома за виступами в Київському театрі імені Івана Франка та низці інших українських театрів.

## Життєпис
Народилась в Одесі в родині актора і режисера Григорія Горського, який свого часу почав виступати на українській сцені з благословення Марка Кропивницького, а згодом став ректором Одеського українського театрального інституту імені Марка Кропивницького.
Семирічною 1895 року Ольга виступила в головній ролі у спектаклі Одеського артистичного гуртка в зворушливій мелодрамі «Буря».
Закінчила 2-у одеську гімназію. Рано стала дружиною священника Юрія Володимировича Жевченка і жила з чоловіком в селі Фасова Київського повіту.
1908 року народилу доньку Тамару (згодом акторка «Березоля» Т. Ю. Жевченко-Яновська). Також Ольга Горська з чоловіком взяли під опіку сироту Клеопатру Тимошенко, яка згодом стала відомою акторкою.
Розлучившись з чоловіком, влаштувалась на роботу в Одеській російській драмі білошвейкою. Через рік одружилася з Стефанієм Євстигнейовичем Трегубовим. Як акторка виступила в пересувній трупі у Тирасполі.
Переїхала до Києва, закінчила там акторсько-режисерські курси, після чого з 1919 працювала в Театрі імені Гната Михайличенка.
1920 на запрошення театру ім. Франка виїхала до Черкас, де стала провідною акторкою, грала Йолю («Йоля»), Марію («Гріх»), графиню («Весілля Фігаро»), Герцогиню Падуанську, Йокасту («Цар Едіп»).
1926—1927 грала в Харківському народному театрі: роль Марусі Богуславки особливо сподобалась аудиторії і пресі.
1929 — акторка Червонозаводського театру у Харкові. Грає пекельну царицю («Марко в пеклі»), Баронесу («Княжна Вікторія»), Наталю («Сигнал»), Лимериху («Зайці»).
До 1931 — працює в театрах Харкова, зокрема в Театрі Революції.
1932—1935 — працює в різних театрах Донбасу (зокрема, в Дондерждрамі).
1935—1936 — акторка Дніпропетровського українського драматичного театру ім. Т. Г. Шевченка.
1936—1937 — працює в Полтавському музично-драматичному театрі.
Мала третій шлюб з письменником Аркадієм Любченком, але перед війною він розпався.
У кінці 1930-х працювала в Київському обласному театрі.
Під час війни з 1943 — в евакуації, працює в Уфі в госпіталі, де проводить літературно-агітаційну роботу. Там же знаходились і її донька Тамара зі своїм чоловіком — письменником Юрієм Яновським.
З січня 1944 до 1947 — знову і до виходу на пенсію працює акторкою Київського українського драматичного театру імені Івана Франка.

## Ролі
- Йоля («Йоля»)
- Марія («Гріх»)
- Графиня («Весілля Фігаро»)
- Герцогиня Падуанська, Йокаста («Цар Едіп»)
- Цариця («Марко в пеклі»)
- Баронеса («Княжна Вікторія»)
- Наталя («Сигнал»)
- Лимериха («Зайці»)
- Догмар («Самсон і Даліла»)
- Ганна Андріївна («Ревізор»)
- Маруся Богуславка
- Ролі в п'єсах «Полум'ярі», «Любов і дим», «Буря»